# Mariano Soriano Fuertes
Mariano Soriano Fuertes (Múrcia, 28 de març de 1817 - Madrid, 26 de març de 1880) va ser un compositor de sarsuela i musicòleg espanyol. Va ser un dels primers creadors de sarsuela moderna i un dels pioners de la musicologia espanyola, havent fundat la primera revista musical espanyola: La Iberia Musical y Literaria. Tot i que el seu nom vertader era Mariano Soriano Piqueras va estimar-se més utilitzar el segon cognom de son pare Indalecio Soriano Fuertes, un conegut compositor.

## Biografia
En un primer moment es va iniciar en la carrera militar, però va abandonar-hi per a dedicar-se completament a la música. L'any 1842 va fundar junt a Joaquín Espín y Guillén la revista La Iberia Musical y Literaria, que va ser la primera publicació periòdica espanyola dedicada a l'art musical. El mateix any va compondre i estrenar amb èxit una de les primeres sarsueles modernes: Jeroma la castañera. Gairebé simultàniament va estrenar dues sarsueles més: El ventorrillo de Alfarache i La feria de Santiponce.
A Madrid va ser professor de l'Instituto Español, per als alumnes del qual va publicar l'any 1843 un Método breve de Solfeo. Posteriorment va traslladar-se a Còrdova, on va ser director de música del Liceo i a Sevilla on va ocupar el càrrec de director del Teatre de San Fernando. Més endavant va residir a Cadis, on va ser director de dos teatres i on va compondre una altra de les seues sarsueles més celebrades: El tio Caniyitas. Aquesta obra, que conté elements folklòrics andalusos, va ser estrenada a Sevilla l'any 1849.
L'any 1852 va ser nomenat director musical del Gran Teatre del Liceu de Barcelona on va residir una llarga temporada i on va realitzar diversos estudis musicològics que, malgrat contenir nombrosos errors, van donar lloc a diverses publicaciones pioneres en el seu gènere, destacant la seua Historia de la música española desde la venida de los fenicios hasta el año de 1850. També a Barcelona va dirigir durant quatre anys la revista Gaceta musical barcelonesa.
Els darrers anys de la seua vida van transcórrer a Madrid, on va ser professor del Conservatori i va ocupar diversos càrrercs polítics. Va morir el 26 de març de 1880 sent regidor i tinent d'alcalde de l'Ajuntament de Madrid.
Figura com un dels restauradors de la moderna sarsuela i com un dels primers estudiosos i propagandistes del folklore espanyol.

## Obres
(Llista no exhaustiva)
- 1842 Jeroma la castañera - tonadilla andaluza en un acte - llibret: Mariano Fernández
- 1842 El ventorrillo de Alfarache - llibret: Francisco de P. Montemar
- 1842 La feria de Santiponce - llibret: Francisco de P. Montemar
- 1847 La venta del puerto - en col·laboració amb Cristóbal Oudrid
- 1849 El tio Caniyitas o El mundo nuevo de Cádiz - òpera còmica espanyola en dos actes - llibret: J. Sanz Pérez